# Mike Trout
Michael Nelson Trout, soprannominato "The Millville Meteor" (Vineland, 7 agosto 1991), è un giocatore di baseball statunitense che gioca nel ruolo di esterno centro per i Los Angeles Angels della Major League Baseball (MLB).

## Biografia
Trout è nato a Vineland, New Jersey da Jeff e Debbie Trout: ha un fratello e una sorella maggiori. Il padre venne selezionato nel draft MLB 1983 dai Minnesota Twins e giocò per quattro stagioni nelle minor league, prima che un infortunio mettesse fine alla sua carriera. Trout crebbe tifando Philadelphia Phillies e partecipò alla parata per la vittoria della squadra alle World Series 2008. Frequentò la Millville Senior High School di Millville.

## Carriera

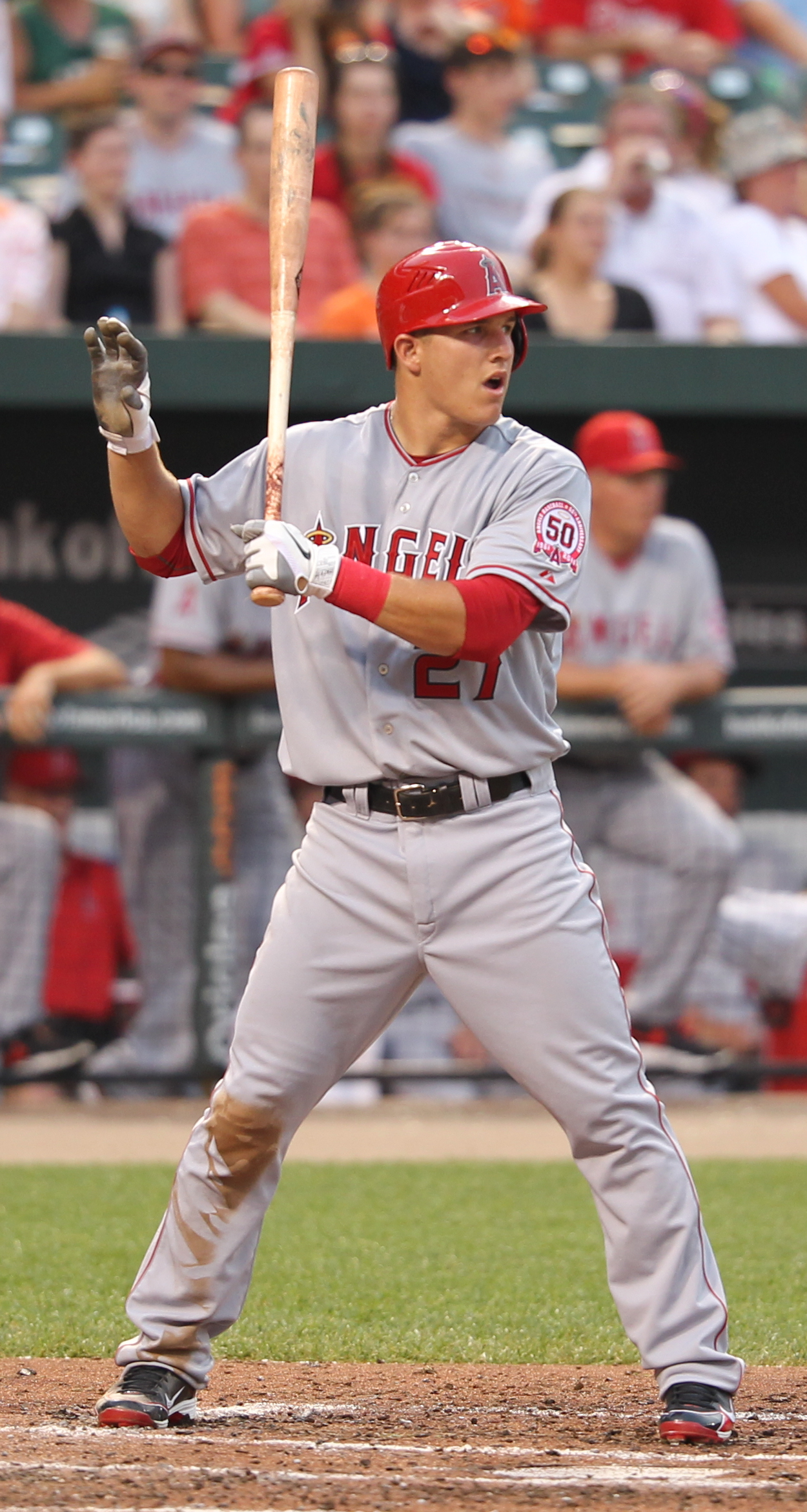
Trout nel 2011

### Minor League
Trout fu scelto come 25º assoluto nel primo turno del Draft MLB 2009 dai Los Angeles Angels of Anaheim e fu assegnato nella classe dei rookie, venendo promosso verso il finale di stagione in classe A. Nel 2010 giocò tra la classe A e la classe A+. Iniziò la stagione 2011 in AA.

### Stagione 2011
Trout debuttò nella MLB l'8 luglio 2011, all'Angel Stadium di Anaheim contro i Seattle Mariners. Nella gara successiva sempre contro i Mariners, fece registrare la sua prima valida nella parte bassa del terzo inning. Il suo primo fuoricampo lo batté contro i Baltimore Orioles il 24 luglio. Il 1º agosto Trout fu rimandato nelle minor league (livello AA) dopo avere tenuto una media battuta di .163, con un fuoricampo e 6 punti battuti a casa (RBI) in 12 partenze come titolare per gli Angels.
Trout fu richiamato dagli Angels il 19 agosto 2011. Quella sera batté con 1 su 4 con un home run, il suo primo all'Angel Stadium. Il 30 agosto, Trout divenne il più giovane giocatore degli Angels a battere due fuoricampo in una partita, contro i Mariners nel secondo e quarto inning. Complessivamente, in 40 gare disputate nel 2011, Trout batté con .220, mentre la sua percentuale di arrivo in base fu di .281.

### Stagione 2012

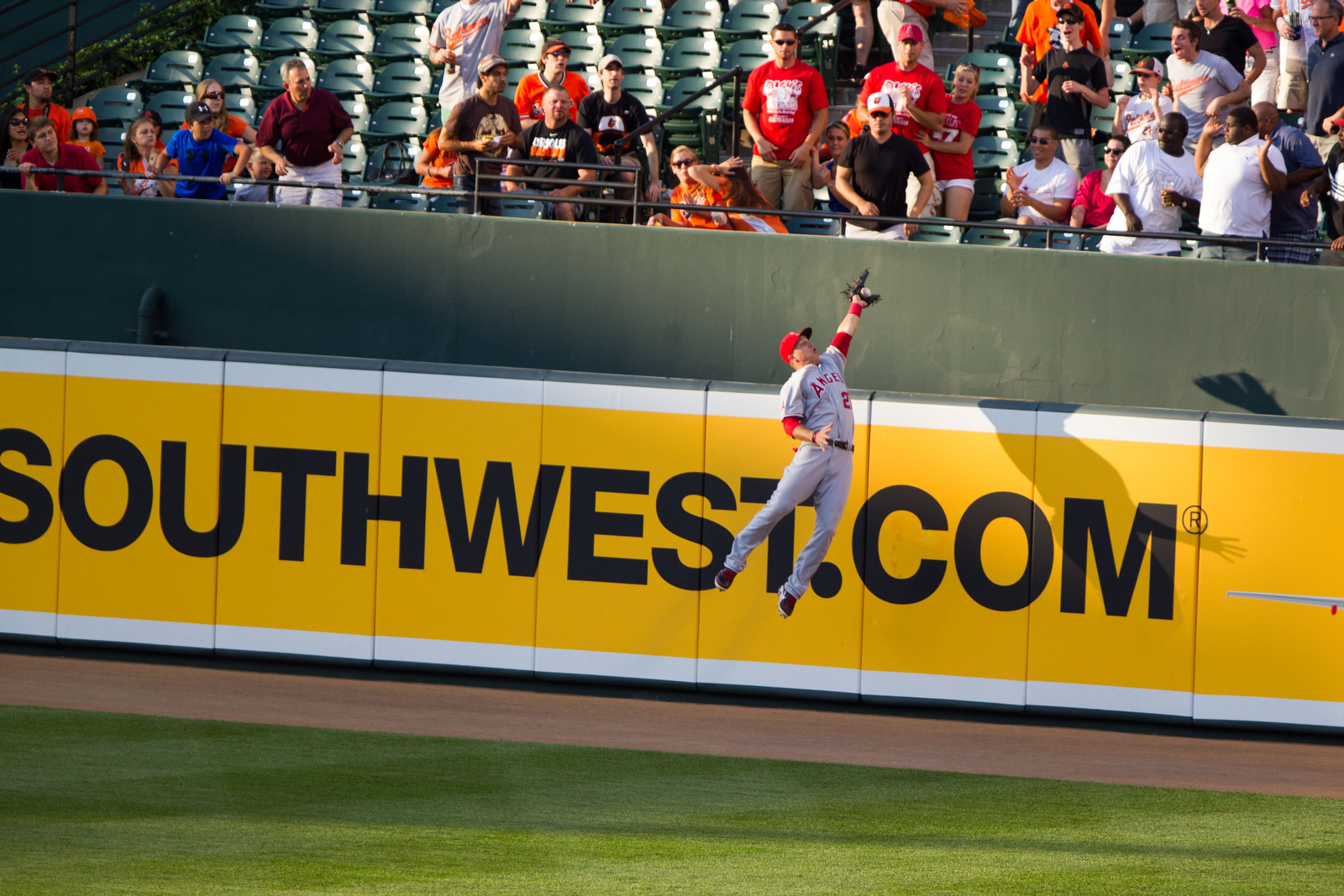
Trout deruba J.J. Hardy di un fuoricampo il 27 giugno 2012

Trout iniziò la stagione 2012 nelle minor league (livello AAA). Il 28 aprile fu richiamato per sostituire Bobby Abreu (che stava battendo con .208 in 24 turni in battuta). Il 4 giugno batté per la prima volta quattro valide in una gara, ripetendosi poi 15 giorni dopo. Assieme all'esterno degli Angels Torii Hunter fu premiato come giocatore della settimana dell'American League il 10 giugno, dopo che batté con 13 su 25 per un .520 di media battuta, 10 punti segnati e 4 basi rubate. Il 27 giugno contro gli Orioles, Trout batté per la terza volta nel mese 4 valide nella stessa gara. In quella stessa partita, mise in mostra le sue abilità in difesa quando derubò l'interbase J.J. Hardy di un fuoricampo con un balzo sul muro esterno centrale, compiendo una improbabile presa. A fine stagione venne premiato unanimemente come Rookie dell'anno dell'American League, vincendo il Silver Slugger Award e terminando secondo dietro Miguel Cabrera nel premio di MVP dell'American League. Guidò inoltre la lega in diverse categorie statistiche, come basi rubate con 49 e wins above replacement (WAR) (10,9).

### Stagione 2013
Trout iniziò la stagione 2013 lentamente, battendo con .261, con 2 fuoricampo e 16 RBI ad aprile. Il 20 aprile, contro i Detroit Tigers, batté il suo primo grande slam su lancio di Rick Porcello, coronando un inning da 10 punti per gli Angels, il loro massimo degli ultimi 18 anni. In maggio, Trout rimise in mostra la forma dell'anno precedente, battendo con .327, con 8 fuoricampo, 21 RBI e 27 punti segnati. Il 21 maggio divenne il giocatore più giovane nella storia dell'American League e il sesto più giovane della MLB a battere un ciclo, riuscendovi contro i Mariners.
A fine anno, Trout guidò nuovamente la lega con un 9,2 di WAR, vincendo un altro Silver Slugger Award e finendo ancora secondo nel premio di MVP dietro a Miguel Cabrera.

### Stagione 2014
Il 28 marzo 2014, gli Angels annunciarono la firma di Trout a un contratto di sei anni del valore di 144,5 milioni di dollari. Il 15 luglio fu convocato per il terzo All-Star Game consecutivo al Target Field in Minnesota, dove batté con 2 su 3, con un doppio, un triplo e 2 RBI, diventando il secondo più giovane MVP dell'evento dietro a Ken Griffey Jr. nel 1992.
Nel 2014, Trout disputò 157 gare, battendo con .287, con 36 fuoricampo, 39 doppi, 9 tripli, guidando l'American League con 111 RBI e la MLB con 115 punti segnati. 
In gara 3 delle American League Division Series contro i Kansas City Royals, Trout batté il suo primo fuoricampo nei playoff. Gli Angels furono tuttavia eliminati in tre gare degli avversari.
Il 13 novembre 2014, la Major League Baseball annunciò che Trout era stato premiato unanimemente come MVP dell'American League, diventando il sesto giocatore della storia ad essere premiato come MVP dell'All-Star Game e della stagione regolare nello stesso anno. Fu il quinto più giovane MVP di sempre, il 17º con votazione unanime e il quinto della franchigia degli Angels, il primo da Vladimir Guerrero nel 2004.

### Stagione 2015
Il 17 aprile 2015, Trout divenne il più giovane giocatore nella storia della MLB a raggiungere i 100 home run e le 100 basi rubate. Vi riuscì all'età di 23 anni e 253 giorni, superando il primato di Alex Rodriguez di 23 anni e 309 giorni stabilito nel 1999. Trout iniziò l'All-Star Game 2015 con un fuoricampo, diventando il quarto giocatore a riuscirvi. Per il secondo anno consecutivo fu premiato come MVP della manifestazione, il primo della storia a riuscirvi. Il 22 settembre, Trout batté il suo 40º home run, diventando solamente il secondo giocatore degli Angels a raggiungere tale cifra in una stagione. A fine anno guidò la lega in WAR per la quarta stagione consecutiva.

### Stagione 2016

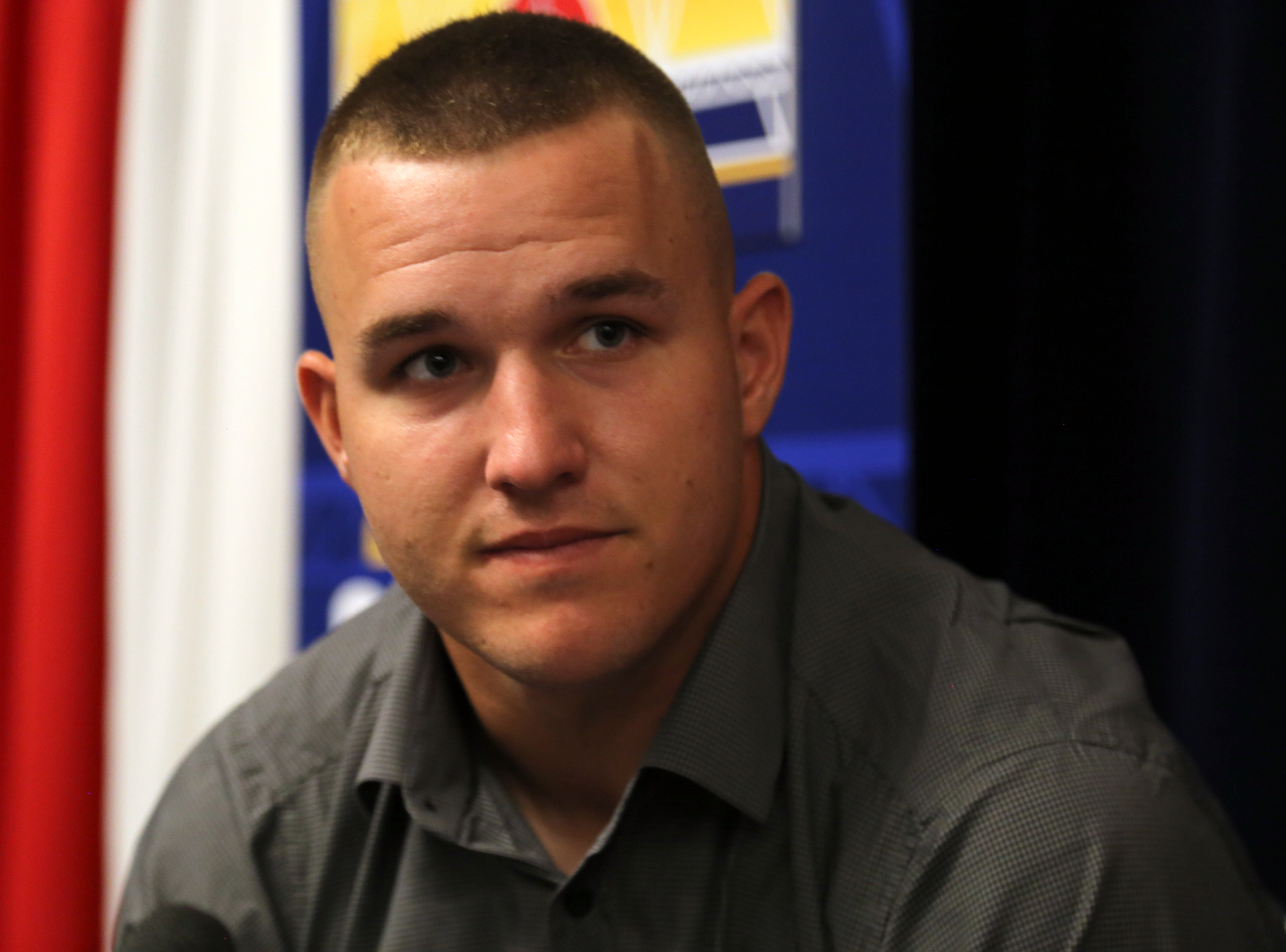
Trout prima dell'All-Star Game 2016

In 159 partite disputate nel 2016, Trout guidò la MLB in basi ball (116), punti segnati (123) e percentuale di arrivo in base (.441). Concluse con media in battuta di .315, con 29 home run, 30 basi rubate e 100 RBI, venendo premiato come MVP dell'American League per la seconda volta in carriera. Trout si unì a Barry Bonds quale unico altro giocatore ad essersi classificato ai primi due posti del premio di MVP per cinque stagioni consecutive. Inoltre fu il giocatore ad avere accumulato più WAR sotto i 24 anni di età dal 1913: dietro di lui vi furono Mickey Mantle secondo con 41,1, poi Mel Ott, Jimmie Foxx e Ted Williams.

### Stagione 2017
Mentre stava guidando la MLB con 16 fuoricampo, il 29 maggio 2017 Trout fu inserito per la prima volta in carriera in lista infortunati a causa della frattura di un pollice. Il 2 luglio 2017, malgrado tale infortunio, fu convocato come titolare per il sesto All-Star Game della carriera, a cui non partecipò. Tornò in campo dopo 46 giorni di assenza e 39 gare di assenza il 14 luglio, battendo una valida nella sconfitta 2-1 contro Tampa Bay. Il 7 agosto, giorno del suo 26º compleanno, batté la valida numero 1.000 in carriera. Malgrado l'infortunio chiuse la stagione al quarto posto nel premio di MVP.

### Stagione 2018

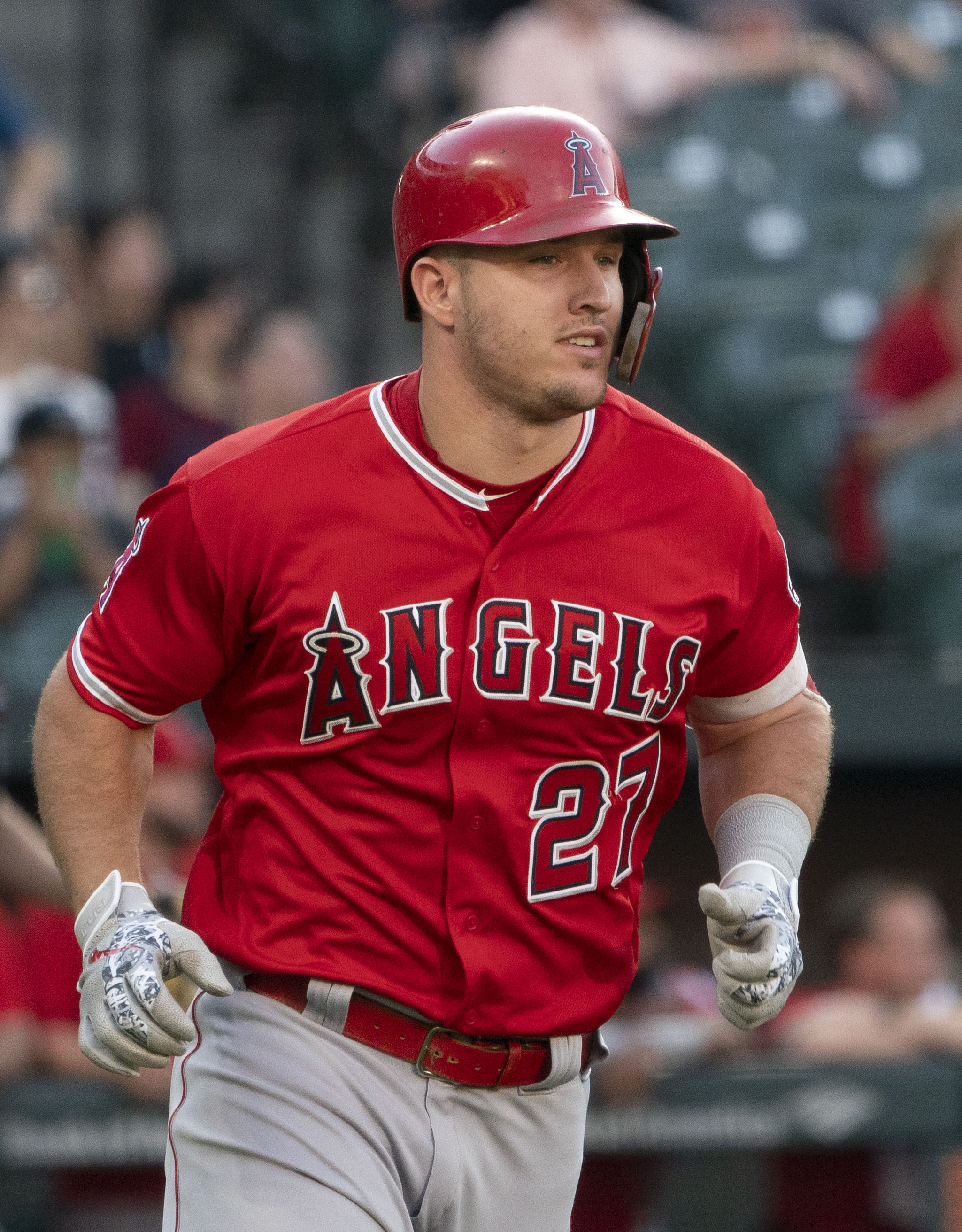
Trout contro gli Orioles nel 2018

Prima della stagione 2018, Sports Illustrated classificò Trout come il miglior giocatore in attività. Disputò la prima gara in carriera con 5 valide il 26 maggio allo Yankee Stadium, terminando con 5 su 5, con tre doppi e un fuoricampo. Nella stessa gara stabilì i propri primati personali in doppi, battute da extra base (4) e basi totali (11). In precedenza aveva fatto registrare 4 valide per 13 volte.  Gli Angels batterono gli Yankees per 11–4. L'11 e 12 giugno batté per la prima volta due fuoricampo in due gare consecutive contro Seattle, portandosi in testa alla MLB con 23 fuoricampo.
Con .312 in battuta, 25 fuoricampo e 50 RBI, Trout fu convocato come esterno titolare per l'All-Star Game 2018. Durante l'evento batté un fuoricampo e guadagnò una base su ball. Il 10 agosto fu inserito in lista infortunati per un'infiammazione al polso.
La stagione di Trout si concluse con .312 in battuta (quarto nella lega) e .460 di arrivo in base (leader della lega), con 101 punti segnati (nono), 39 home run (quarto), 79 RBI, 24 basi rubate (nono), 92,31 di percentuale di basi rubate (secondo) e 12,1 turni in battuta per fuoricampo (secondo). Guadagnò inoltre una base ball nel 20,1% dei suoi turni in battuta, leader della MLB, guidò l'American League con 122 basi su ball e la MLB con 25 basi intenzionali concesse. In difesa guidò tutti gli esterni della AL con 1.000 di fielding percentage.

### Stagione 2019
Il 20 marzo 2019, Trout firmò un contratto di 12 anni per un valore di 426 milion di dollari con gli Angels, allora il più ricco della storia degli sport nordamericani. Dopo la serie casalinga di aprile contro i Texas Rangers fu nominato giocatore della settimana per la quarta volta in carriera. A luglio fu convocato per l'ottavo All-Star Game consecutivo. Durante la partita onorò l'ex compagno e amico Tyler Skaggs, da poco deceduto, indossando il numero 45. Il 9 settembre, Trout si sottopose a un intervento chirurgico per rimuovere un neuroma dal suo piede destro. Il 15 settembre fu annunciato che Trout avrebbe dovuto sottoporsi a un'altra operazione per rimuovere il neuroma, chiudendo la sua stagione 2019. Concluse con un record in carriera di 45 fuoricampo e guidò l'American League in percentuale di arrivo in base e media bombardieri.
Il 24 ottobre 2019, Trout vinse l'Hank Aaron Award. Fu anche nominato MVP per la terza volta in carriera. Con l'ultima vittoria divenne il secondo giocatore in attività con tre titoli di MVP (l'altro è il compagno Albert Pujols).
Il 17 maggio 2021 contro gli Indians, Trout si lesionò il polpaccio destro durante una scivolata verso una base, che lo costrinse ad abbandonare in anticipo la stagione.

## Palmarès
- MVP dell'American League: 3

2014, 2016, 2019
- MLB All-Star: 11

2012, 2013, 2014, 2015, 2016, 2017, 2018, 2019, 2021, 2022, 2023
- MVP dell'All-Star Game: 2

2014, 2015
- Silver Slugger Award: 8

2012, 2013, 2014, 2015, 2016, 2018, 2019, 2020
- Hank Aaron Award : 2

2014, 2019
- Rookie dell'anno dell'American League:

2012
- Leader dell'American League in punti battuti a casa: 1

2014
- Leader dell'American League in basi rubate: 1

2012
- Giocatore del mese dell'American League: 5

luglio 2012, giugno 2014, luglio 2015, aprile 2017, settembre 2018
- Rookie del mese dell'American League: 4

maggio, giugno, luglio, agosto 2011
- Giocatore della settimana dell'American League: 5

10 giugno 2012, 13 luglio 2014, 12 luglio 2015, 16 aprile 2019, 23 giugno 2019

## Statistiche
| Categoria                                                         | Volte | Stagioni               |
| ----------------------------------------------------------------- | ----- | ---------------------- |
| OPS+                                                              | 6     | 2012, 2015–19          |
| Basi su ball                                                      | 3     | 2013, 2016, 2018       |
| Battute da extra base                                             | 1     | 2014                   |
| On-base percentage                                                | 4     | 2016-19                |
| On-base plus slugging                                             | 4     | 2015, 2017-19          |
| Punti battuti a casa                                              | 1     | 2014                   |
| Punti segnati                                                     | 4     | 2012−14, 2016          |
| Media bombardieri                                                 | 3     | 2015, 2017, 2019       |
| Basi rubate                                                       | 1     | 2012                   |
| Basi totali                                                       | 1     | 2014                   |
| Wins above replacement                                            | 4     | 2012, 2013, 2015, 2016 |
| Note: Per Baseball-Reference.com. Al termine della stagione 2019. |       |                        |

## Origini del soprannome
Tra i soprannomi di Trout vi sono "Prince Fish", "God's Gift" e "King Fish 2.0", in riferimento all'ex giocatore degli Angels Tim Salmon. Egli tuttavia decise di adottare il soprannome di "Millville Meteor" solo dopo che un vandalo modificò la sua pagina su Wikipedia
e questo prese piede.